# Elodes peninsularis
Elodes peninsularis is een keversoort uit de familie moerasweekschilden (Scirtidae). De wetenschappelijke naam van de soort werd in 1898 gepubliceerd door Maurice Pic.